# NGC 7067
NGC 7067 ist ein offener Sternhaufen vom Trumpler-Typ II2p im Sternbild Schwan am Nordsternhimmel. Er hat einen Durchmesser von 3 Bogenminuten und eine Helligkeit von 9,7 mag. Der Haufen ist etwa 11.700 Lichtjahre vom Sonnensystem entfernt.
Entdeckt wurde das Objekt am 27. September 1788 von Wilhelm Herschel.